# Limburška stolnica
Limburška stolnica, po svojem zavetniku imenovana tudi Stolnica svetega Jurija, je v škofiji Limburg nad starim mestom Limburg ob Lahnu in stoji ob limburškem gradu. Visoka lega na apnenčasti skali nad reko Lahn omogoča, da je cerkev s svojimi zvoniki vidna od že daleč. Je ena najpopolnejših stvaritev poznoromanske arhitekture, vendar pa že z elementi zgodnje gotike. Ta stopnja razvoja arhitekture se imenuje renski prehodni slog. Wilhelm Lübke jo predstavlja kot "najbriljantnejšo". 

## Zgodovina

### Prva zgradba
Kdaj je bila zgrajena prva cerkev na "Limburški pečini" nad Lahnom, ni mogoče točno določiti. Glede na sklic v osmrtnici v baziliki svetega Kastorja v Koblenzu je nadškof Hetto iz Trierja (814–847) v "Lympurgensisu" blagoslovil cerkev svetega Jurija.
Na podlagi arheološko izkopanih pokopov pod današnjo cerkvijo v bližini Mihaelove kapele je bila tu cerkev že v 9. stoletju v karolinški dobi. Toda ostankov zgradbe ni, ni znana točna lokacija in ni podatkov o patrociniju. Posvetitev je bila prvič zapisana v 16. stoletju, zato ni točno znano, kdaj je bila cerkev zgrajena.
10. februarja 910 je kralj Ludvik Otrok izdal darilno listino za ustanovitev kolegijskega samostana, za kar si je prizadeval pokrajinski grof Niederlahngausa Konrad Kurzbold (okoli 885–948). Cerkev so verjetno začeli graditi takoj zatem, kar potrjuje tudi omemba patrocinija svetega Jurija v darovnici cesarja Otona I. iz leta 940. V tistem času je bila cerkev zelo verjetno že končana.
Pod današnjo ladjo so med izkopavanji v 20. stoletju našli ostanke te prve sakralne zgradbe –  steber bazilike. Ladja s sedmimi arkadami, odprtinami na kvadratnih stebrih, izvira iz tega obdobja; njen transept in kvadratni kor sta bila dodana pozneje. oratorij, povezan s to strukturo, je bil verjetno posvečen 1058, kot je zapisano. Tega napisa danes ni več zaznati.
V zvezi s tem je nejasno povezana svinčena relikvija iz 11. stoletja v shematski obliki cerkve, ki je bila leta 1776 v takrat še obstoječem poznoromanskem oltarju. Kos zdaj hranijo v stolnični zakladnici, napis navaja ustanovitelja in graditelja novega templuma grofa Heinricha, kar do zdaj ni bilo jasno potrjeno z raziskavami.

### Današnja zgradba
Datum utemeljitve današnje stolnice ni znan, vendar dendrokronološke raziskave in kritičen pogled na najnižji ravni obstoječega arhitekturnega kiparstva osvetlijo začetek gradnje, ki je bil v letih 1180/90. Odprta je bila leta 1235, odprl jo je trierski nadškof Theodoric von Wied. Posvečena je bila svetemu Juriju in Nikolaju. Tudi graditelj sedanje stolnice ni več znan, verjetno so limburški trgovci pomembno prispevali h gradnji.
Znano je, da je bila stolnica zgrajena v štirih fazah. Prva faza je bila zahodna fasada, južni oltar, kor in prečna ladja z emporo. V to fazo gradnje je bila vključena tudi Konradinijeva niša. Druga faza je vključevala namestitev notranjih stebrov južne ladje. V tej fazi je bil uveden samo vezan sistem (vezan sistem je značilno ozek načrtovan prostor bazilike, ki je bil značilen za romanske cerkve zlasti v Nemčiji). V tretji fazi gradnje je bila zgrajena empora južne ladje. Četrta gradbena faza je obsegala severno stran transepta in pevsko emporo, pri čemer je  najbolj jasen gotski vpliv.
Delni model za tretjo in četrto gradbeno fazo je bila stolnica v Reimsu. 
Ob sekularizaciji je samostan tako kot mnogo drugih leta 1802 ukinil princ grofije Nassau-Usingen. Zaseg in ukinitev sta bila izvedena v pričakovanju nemške priključitve ozemelj (Reichsdeputationshauptschluss – teritorialno prestrukturiranje, ki je potekalo med 1802 in 1814 v Nemčiji in sosednjih regijah), saj ga je družina Nassau dobila kot nadomestilo za izgubo grofije Saarbrücken. Po sekularizaciji se je stolnica uporabljala kot župnijska cerkev. Leta 1827 je bila po vztrajanju vojvodine Nassau ustanovljena neodvisna škofija Limburg. Zajemala je območje vojvodine in svobodno mesto Frankfurt. Sedež škofa je bil v Limburgu. Nekdanja kolegijska cerkev svetega Jurija je bila povzdignjena v stolnico.
- Limburška stolnica in zgodovinski Altstadt z jugozahoda
- Vzhodna fasada stolnice
- Stolnica s starim mostom
- Stolnica 1961

## Arhitektura

### Zunanjost
Stolnica je triladijska bazilika, ki združuje pozne romanske in zgodnje gotske elemente. Ima zahodno preddverje in polkrožen kor s kornim obhodom. Zunaj ni videti velika: dolga je 54,5 metra in široka 35,4 metra. Zgradba je bogato členjena; iz nje raste sedem stolpov. Sedem je število zakramentov. Največja od teh stolpov se dvigata 37 metrov visoko na zahodni strani in sestavljata značilno fasado. Taka dvojna stolpa je mogoče v Porenju najti pogosto, na primer v Xantnu, Andernachu ali Koblenzu. Konica osrednjega stolpa sega v višino 66 metrov in stoji v središču zgradbe. To višino je dobil po udaru strele leta 1774, ko je bil stolp dvignjen za 6,5 metra. Vogalni stolpi v južni prečni ladji so bili zgrajeni 1863.
Zahodna fasada je razdeljena na pet nadstropij. V neokusnem slogu je veliko rozetno okno obdano z osmimi majhnimi rozetami, ki zahodni fasadi daje jasen center. Rozeta simbolizira štiri evangeliste. Kljub obstoječi simetriji dvojčkov so bogate različice oblik in komponent, na primer okrogli in zašiljeni ločni frizi, pilastri, stebrički, arhivolt, okna in slepe arkade. V zgornjem nadstropju severnega stolpa je že gotsko krogovičje.
Leta 1872, 1873 je bila med obnovo odstranjena večbarvna zunanjost stolnice (njene barve so bile bela, rdeča, oker, črna in malo zelene) in nekaj kamnite . Med letoma 1968 in 1972 so zunanjo fasado stolnice ponovno pobarvali v teh barvah; ostanke barve iz obdobja pred 1872 je bilo mogoče rekonstruirati.
- Glavni portal
- Sedeča figura levo na glavnem portalu je sveti Nikolaj
- Okno rozeta na zahodni fasadi, zgodnjegotsko krogovičje
- Doprsni kip evangelista Marka z levom, zahodna fasada
- Sveti Jurij
- Osrednji stolp in stolpi transeptov
- Stolpa zahodne fasade

### Notranjost
V notranjosti stolnice (ladja in kor) izstopa pravo pomanjkanje okrasja opor, katerih stebri segajo do stropa. V emporah nad stranskima ladjama je skrit del sistema opornih lokov. Razmeroma preprosta svetla notranjost je značilna za ozko visoko ladjo. Razdeljena je na štiri nadstropja: arkade, empora, triforij in svetlobno nadstropje.
- Glavna ladja
- Križanje s prečno ladjo
- Srednjeveško okno na zadnji strani stolnice (peristil)
- Poznoromanske freske nad emporo glavne ladje
- Zgodnje moderne freske na arkadah
- Poznogotska slika svetega Krištofa
- Poznogotska slika Jezusovih prednikov
- Poznoromanski krstilnik

## Orgle
Orgle so bile dokumentirane že leta 1331; leta 1443 so imeli že dvoje orgel . Po nekaj popravilih v 16. in 17. stoletju so glavne orgle leta 1749 odpovedale in slavni Johann Christian Köhler je ustvaril nove (1750–1752). A. in M. Keller iz Limburga sta med letoma 1872 in 1877 nadomestila baročno ohišje z neoromanskim, Kohlerjeve registre so večinoma ohranili. Johannes Klais je leta 1912 naredil skoraj popolnoma nove v ozadju neoromanske čelne strani, leta 1935 so jih nadgradili in 1960 razširili v neobaročnem slogu.  Današnje orgle so iz leta 1978 na zahodni empori v ozadju sodobne čelne strani. Imajo 60 registrov, štiri manuale in pedal. Pogon je mehanski in električen. 

## Priznanja
Limburška stolnica je bila upodobljena na hrbtni strani bankovca za 1000 nemških mark tretje serije. Bankovci z limburškim motivom so bili izdani konec julija 1964 do leta 1992, ko je izšla četrta (in zadnja) serija.
Nemška pošta je 7. maja 1985 ob jubileju, 750-letnici limburške stolnice, izdala spominsko znamko za 60 pfeningov z naklado 28,8 milijona enot. Leta 1989 jo je Svetovna poštna zveza razglasila za "najlepšo znamko na svetu".
Skupaj s starim mostom čez Lahn v Limburgu je stolnica najbolj fotografirana limburška znamenitost.
Pri glasovanju na hessenskem radiu je bila stolnica leta 2011 izbrana za najlepšo cerkev v deželi Hessen. 